# Monseigneur Laurentius Schrijnenhuis

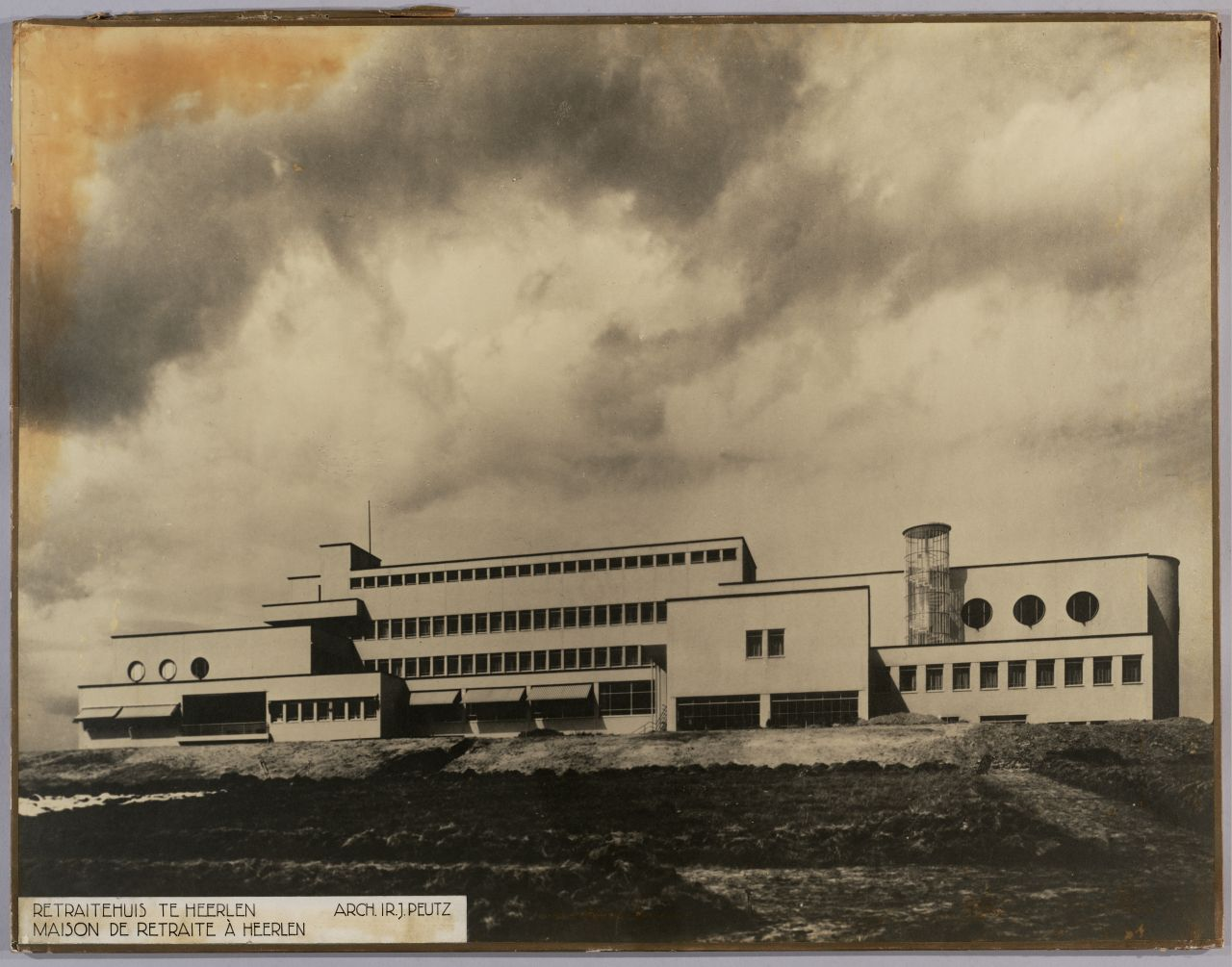
Historische opname, Collectie Het Nieuwe Instituut

Het Monseigneur Laurentius Schrijnenhuis is een voormalig retraitehuis voor vrouwen en meisjes gebouwd in 1933. Het is gelegen aan de Oliemolenstraat op de Molenberg in Heerlen. Aan de achterkant ligt het Aambos. Het gebouw is vernoemd naar de 18e bisschop van Roermond, Laurentius Schrijnen. Na 1961 was het in gebruik voor onderwijsdoelen en als kantoorruimte.

## Doel
Begin jaren 1930 stichtte bisschop Schrijnen in zijn bisdom een retraitehuis voor jonge vrouwen en meisjes. Men kon zich daar voor enkele dagen terugtrekken voor bezinning op levensvraagstukken vanuit een rooms-katholiek gezichtspunt. Zusters van de Franse congregatie van de 'Filles De La Sainte Vierge De La Retraite' kregen de leiding. In het huis logeerden tot 1959 meer dan 60.000 katholieke jongeren van het vrouwelijk geslacht.

## Ontwerp
Het retraitehuis is gebouwd in de jaren 1932-1933 naar een ontwerp van architect Frits Peutz. Het huis is een van de grootste gebouwen die Peutz heeft gebouwd en is in vele opzichten een goed voorbeeld van zijn werkwijze bij niet-kerkelijke architectuur. Het is een zakelijk ogend gebouw; strak stucwerk, weinig ornamenten en veel gebruik van glas.

## Renovatie
Vanaf 1999 is het Schrijnenhuis gerenoveerd en teruggebracht naar de oorspronkelijke staat van 1933. Voor deze renovatie is in 2003 de Nationale Renovatieprijs uitgereikt.

## Gebruik
- 1933-1961: Retraitehuis voor vrouwen en meisjes
- 1961-1966: Filosoficum
- 1966-1999: Universiteit voor Theologie en Pastoraat, voorheen Hogeschool voor Theologie en Pastoraat
- 1999-heden: Huisvesting voor bedrijfskantoren